# 돗코
돗코(일본어: 取香)는 일본 지바현 나리타시에 있는 오아자이다. 2017년 10월 31일 기준 이 지역의 인구는 129명이다. 우편번호는 나리타 국제공항 부지 내의 경우 282-0006, 그 외 기타 부지의 경우 282-0106이다.

## 지리
나리타시 동남부에 있으며 도야마 지구에 속한다. 주변의 오아자로는 호리노우치, 덴진미네, 도호, 후루고메, 고마이노와 인접해 있다.
돗코를 남북으로 해서 신공항 자동차로가 지나간다.
돗코 동쪽 구역에 나리타 국제공항(구 명칭 신도쿄 국제공항)의 부지 일부가 있으며 이곳엔 제3여객터미널과 유도로 일부 시설이 존재한다. 나리타 공항 여객 터미널과 가깝기 때문에 돗코에는 호텔, 랜터카 영업소, 여행자를 위한 주차장이 많이 있다.

## 역사
태평양 전쟁 이전 돗코를 포함한 지바현 북부는 《속일본기》에 기록된 “율령국정 목지 방우마"(令諸国定 牧地 放牛馬, 율령국에서 소와 말을 사육하기 위한 목지로 지정됨)로서 700년(몬무 4년)부터 쭉 말의 목용지로 알려졌으며, 겐페이 합전 때 동국의 겐지에게 군마를 공급했다. 에도 시대 때는 코가네 5목과 사쿠라 7목이 설치되어 군마 사육생산이 이루어졌다.
시모사 대지가 침식되어 만들어진 곡호(谷戸)에는 예로부터 곡진전이라는 습전(湿田)에서 농작이 이루어졌다. 그래서 에도 시대부터 농업이 계속되어온 취락을 고촌(古村)이라고 했으며, 강력한 촌락공동체가 형성되어 있었다. 시바야마의 집락 대부분이 고촌이며, 나리타 쪽에도 대표적으로 돗코와 고마이노가 이에 해당했다. 이 땅은 시모사국과 가즈사국의 분수령에 위치하고, 에도 시대에는 천령의 대관이 관할하는 구역의 말단이었기에 강력한 통치권이 미치지 않았다. 그래서 권력에 반항적인 풍토가 형성되어 있었다고 한다. 1914년 이미 농민조합이 조직된 시바야마정(당시는 지요다촌과 후타가와촌으로 나뉘어져 있었음)은 농촌의 계급지배에 관한 수많은 분쟁이 이루어졌으며, 지바현에서 농민운동이 가장 활발한 지역이었다.
나리타 공항 건설 결정에서 '고촌'인 돗코는 최대한 마을을 피하는 방향으로 공항 건설을 계획했다. 하지만 일방적인 공항 건설 결정은 주변 지역 정착민의 반발을 초래해 산리즈카 시바야마 연합공항반대동맹의 결성으로 이어졌지만 돗코는 이 움직임의 일선에서 벗어나 집단 내에서 사태를 해결하기 위해 노력했다. 같은 해 10월 27일에는 후루고메, 기노네 마을과 함께 "나리타시 조건투쟁연맹"을 결성했다. 결국 정부와 조건부 협상을 거쳐 공항 부지로 결정된 지구에 거주하는 모든 가구가 이주에 응했다.

## 교통
도로의 경우 국도 제295호선과 지바현도·이바라키현도 제44호선 나리타오미가와카시마코선이 지난다.

## 인구
2017년 10월 31일 기준 후루고메의 인구는 다음과 같다.
| 오아자   | 세대   | 인구  |
| -------- | ------ | ----- |
| 후루고메 | 73세대 | 129명 |

## 교육
후루고메 지역은 명목상 소학교의 경우 나리타시립 도야마 소학교에, 중학교의 경우 나리타시립 도야마 중학교에 학군에 속해 학교를 다니게 된다.

## 같이 보기
- 산리즈카
- 나리타 공항 문제
- 돗코천